# سالوو داکویستو

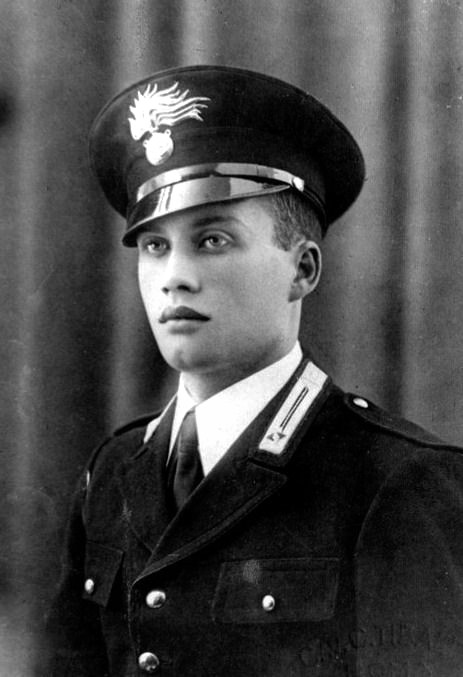
سالوو داکویستو

سالوو داکویستو (به ایتالیایی: Salvo D'Acquisto)، زادهٔ ۱۷ اکتبر ۱۹۲۰، عضو کارابینیری ایتالیا در زمان جنگ جهانی دوم بود. سالوو بعد از مرگش مدال طلای نظامی ایتالیا را دریافت کرد. او جان ۲۲ شهروند غیرنظامی را از دست سربازان آلمانی نجات داد.

## زندگی
سالوو در شهر ناپل متولد شد. بین هشت فرزند خانواده او فرزند ارشد بود. پدرش در یک کارخانه مواد شیمیایی کار می‌کرد. او در سن ۱۴ سالگی مدرسه را رها کرد، این مسئله در آن زمان بین فرزندان پسر طبقه کارگر مرسوم بود.
او در سال ۱۹۳۹ برای پیوستن به کارابینیری داوطلب شد. یک سال بعد، چند ماه قبل از شروع جنگ جهانی دوم به لیبی رفت. کمی بعدتر از ناحیه پا مجروح شده، و سپس دچار بیماری مالاریا شد. او سپس به ایتالیا بازگشت و در سال ۱۹۴۲ به مدرسه افسری رفت. او فارغ‌التحصیل شد و به عنوان معاون گروهبان در یک پاسگاه در نزدیکی شهر رم مشغول به انجام وظیفه شد.

### چگونگی مرگ
در هشتم سپتامبر، دسته ای از سربازان نازی در نزدیکی یک مجموعه نظامی که پیشتر توسط نیروهای ایتالیایی استفاده می‌شد اتراق کردند. این ناحیه در منطقه زیر نظر پاسگاهی بود که سالوو در آن کار می‌کرد. در روز ۲۲ سپتامبر سربازان آلمانی مشغول بازرسی جعبه مهمات رها شده بودند که ناگهان یک انفجار رخ داد، و دو سرباز کشته و دو نفر دیگر زخمی شدند.

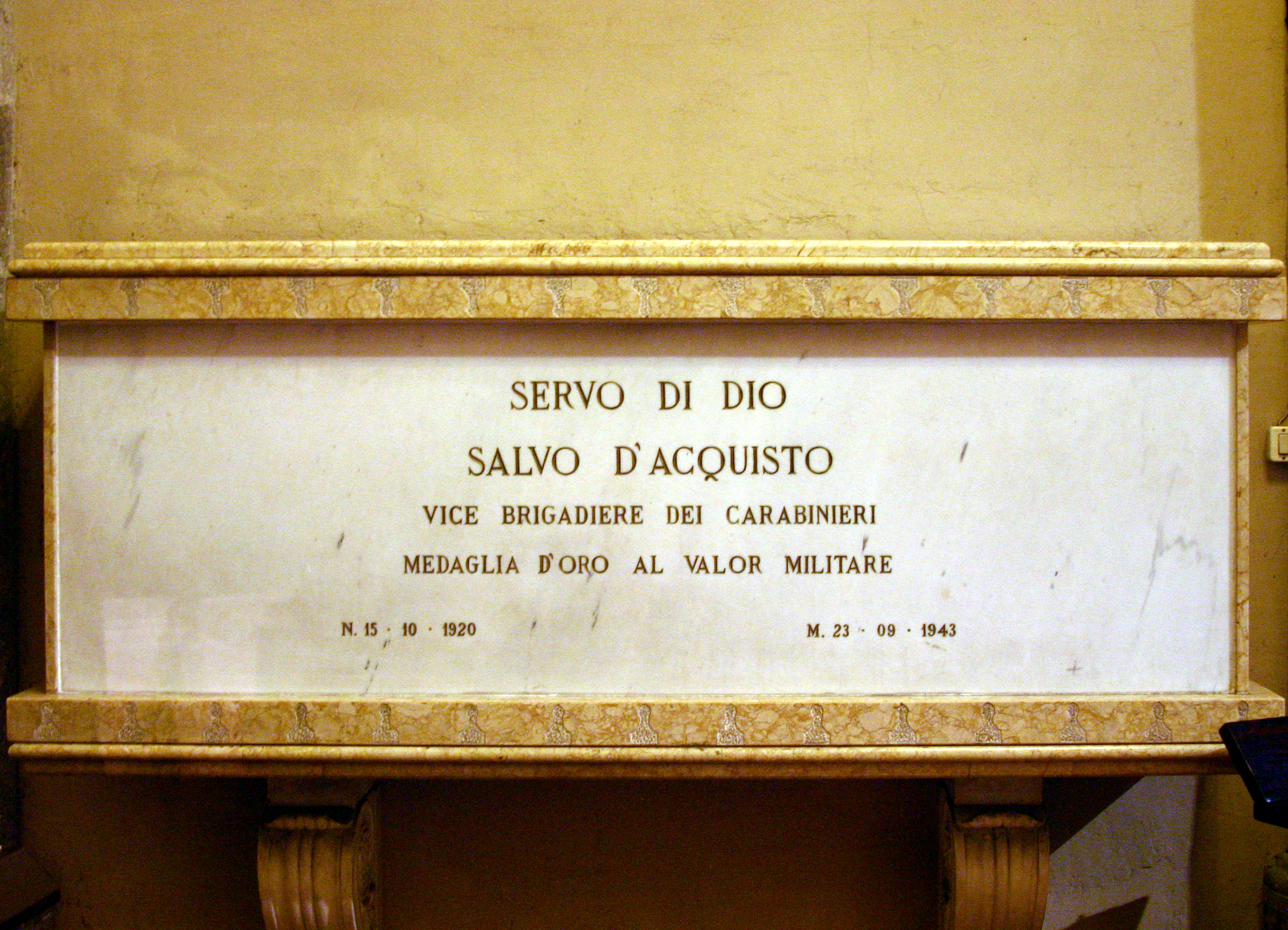
آرامگاه سالوو در سانتا کیارای شهر ناپل

فرمانده، لشکر تقصیر مرگ سربازان را گردن افراد «بی‌نام محلی» انداخته و خواستار همکاری کارابینیری شد. در آن روز پاسگاه تحت فرماندهی موقت سالوو بود. صبح روز بعد سالوو در حالی که مقداری اطلاعات جمع‌آوری کرده بود، سعی کرد به افسران آلمانی توضیح دهد که مرگ سربازان فقط یک حادثه بوده، اما آلمانی‌ها اصرار بر روایت خود از حادثه داشتند و خواستار اقدامات تلافی جویانه شدند.
در ۲۳ سپتامبر آلمانی‌ها شروع به جستجو و بازداشت ۲۲ نفر از ساکنان محلی نمودند. در بازجویی همه شهروندان گفتند که آنها بی گناه بودند. هنگامی که آلمانی‌ها دوباره دربارهٔ نام افراد مسئول انفجار پرسیدند، سالوو داکویستو پاسخ داد که هیچ‌کس مسئول انفجار نبوده و انفجار اتفاقی بوده، آلمانی‌ها او را تمسخر نموده، به او توهین کردند و پس از مدتی ضرب و شتم لباس نظامی او را پاره کردند.
ناگهان به زندانیان بیل دادند و آنها را مجبور کردند برای خودشان یک گور دسته جمعی حفر کنند که پس از اعدام در آن دفن شوند. کار حفاری قدری طول کشید و پس از مدتی کار حفر به پایان رسید، آشکار بود که آلمانی‌ها در تهدید خود بسیار جدی بودند. سالوو داکویستو به جرمی که می‌خواستند ۲۲ نفر را بخاطرش اعدام کنند، «اعتراف» کرد؛ و گفت که او به تنهایی مسئول «قتل» بوده و باقی غیر نظامیان بی گناه بودند و خواستار آن شد که آنها را آزاد کنند. یکی از کسانی که آزاد شد جوان ۱۸ ساله ای بود که شاهد اعدام سالوو آکویستو با جوخه آتش بود. سالوو ۲۲ سال بیشتر نداشت. باقی مانده‌های بدن سالوو داکویستو در کلیسای سانتا کلارای شهر ناپل دفن شد.

## میراث

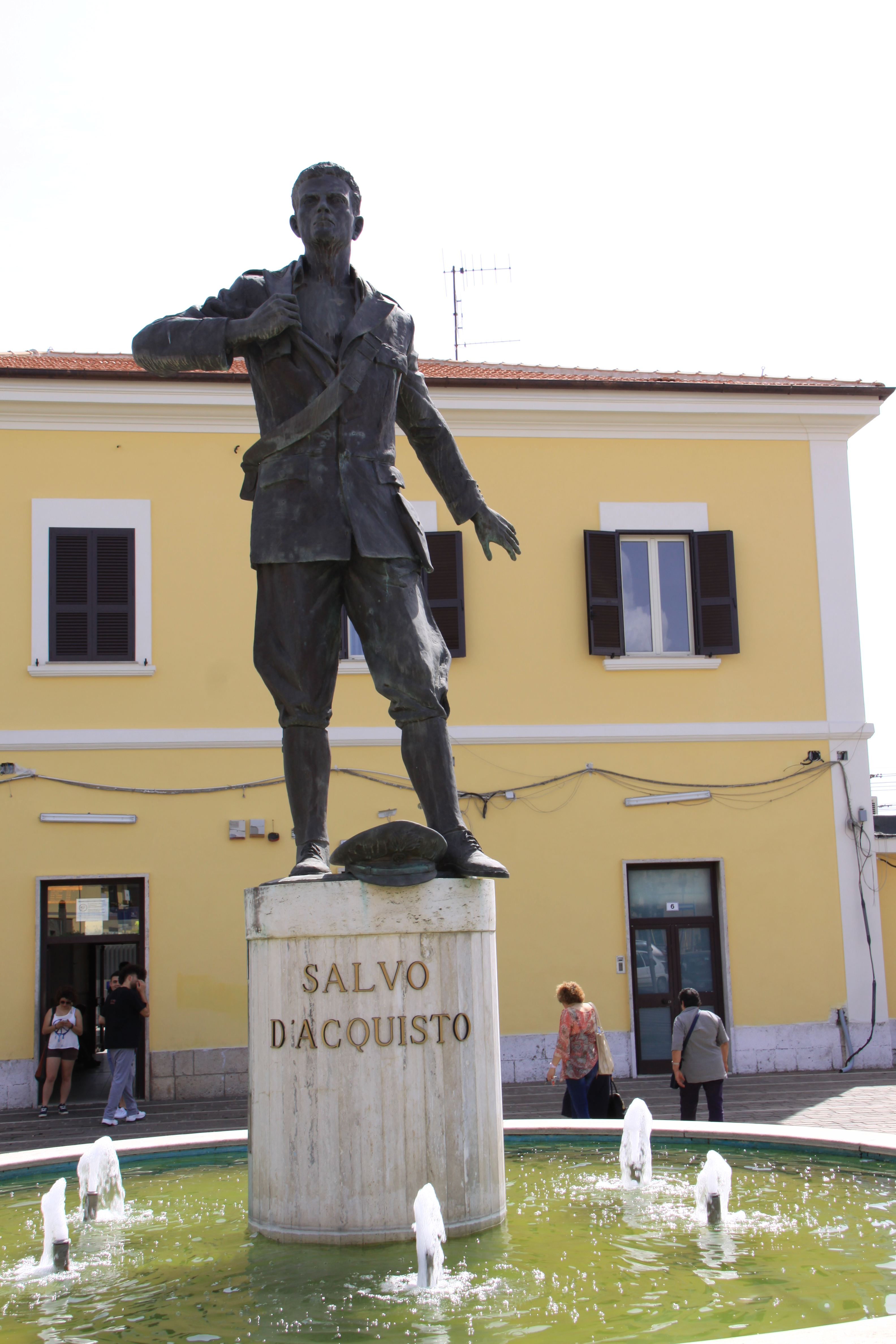
مجسمه سالوو داکویستو روبروی ایستگاه قطار در شهر سیسترنا ایتالیا

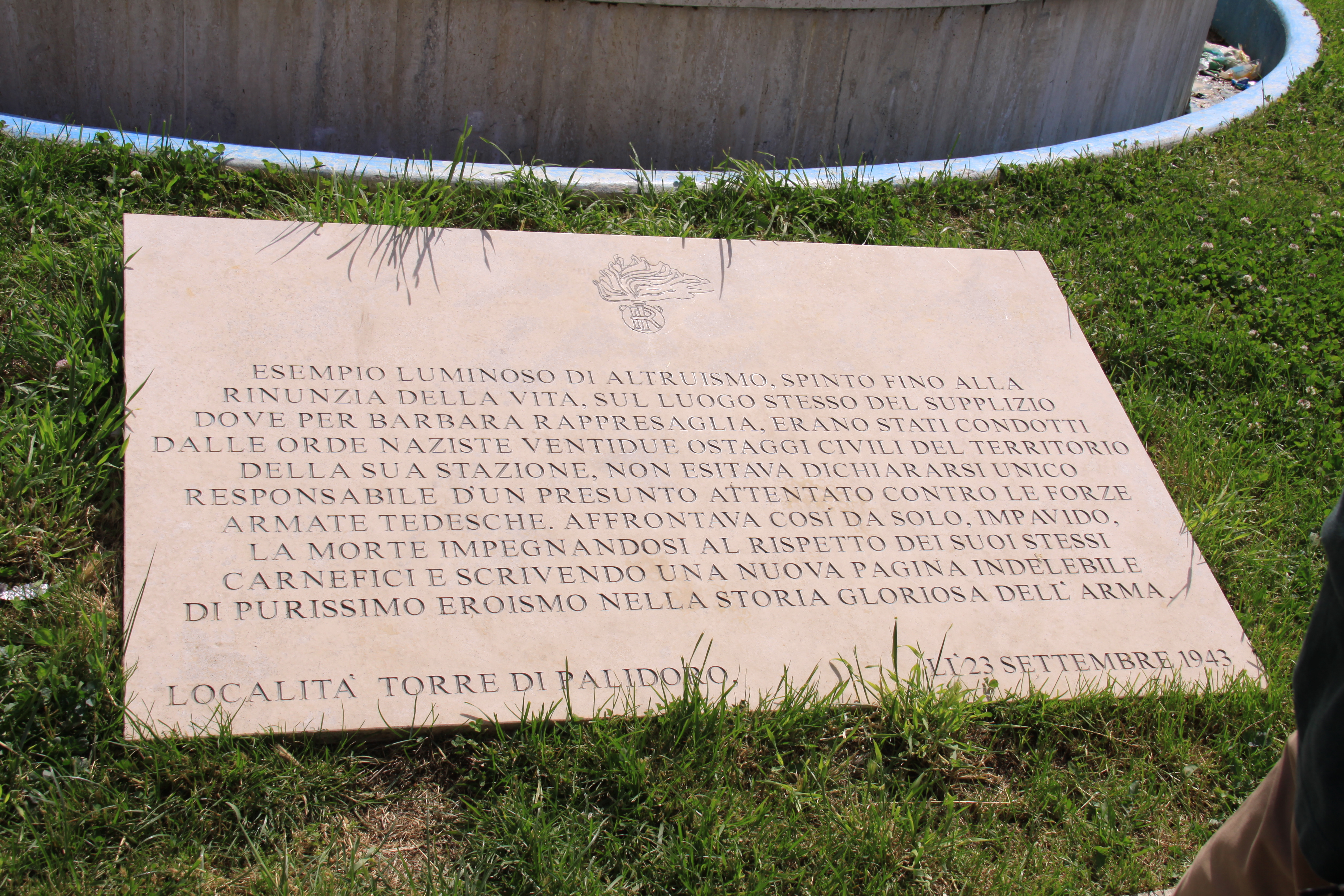
لوح یادبود سالوو داکویستو

او به عنوان یک شهید و صاحب مقام شفاعت در کلیسای کاتولیک رومی شناخته می‌شود. در ۲۶ فوریه سال ۲۰۰۱ پاپ ژان پل دوم در صحبت خود با کارابینیری اظهار داشت: «تاریخ کارابینیری ایتالیا نشان می‌دهد که اوج تقدس را می‌توان در انجام وظیفه وفادارانه نسبت به مملکت به دست آورد. من فکر می‌کنم که همکار عزیز شما سالوو داکویستو، که از ارتش ایتالیا پس از مرگش مدال طلا دریافت کرد، صاحب مقام شفاعت نزد خداوند می‌باشد.»
در سال ۱۹۷۴، فیلم Salvo D'acquisto ساخته شد. این فیلم به کارگردانی Romula Guerrieri و بازیگر ماسیمو رانیری زندگی و ایثار سالوو را به نمایش کشید.
یک تمبر پستی در ایتالیا در سال ۱۹۷۵ به بزرگداشت او صادر شد. .

## نقل قول
«ما باید خودمان را با اراده خدا مطابقت دهیم، و هرگونه رنج و قربانی را در این راه بپذیریم.»